# Blepharicnema splendens
Blepharicnema splendens är en tvåvingeart som beskrevs av Macquart 1843. Blepharicnema splendens ingår i släktet Blepharicnema och familjen spyflugor. Inga underarter finns listade i Catalogue of Life.